# Vịnh Đại Úc

Giới hạn của Great Australian Bight (đường màu đỏ xác định bởi International Hydrographic Organization, đường màu xanh xác định bởi Australian Hydrographic Service).

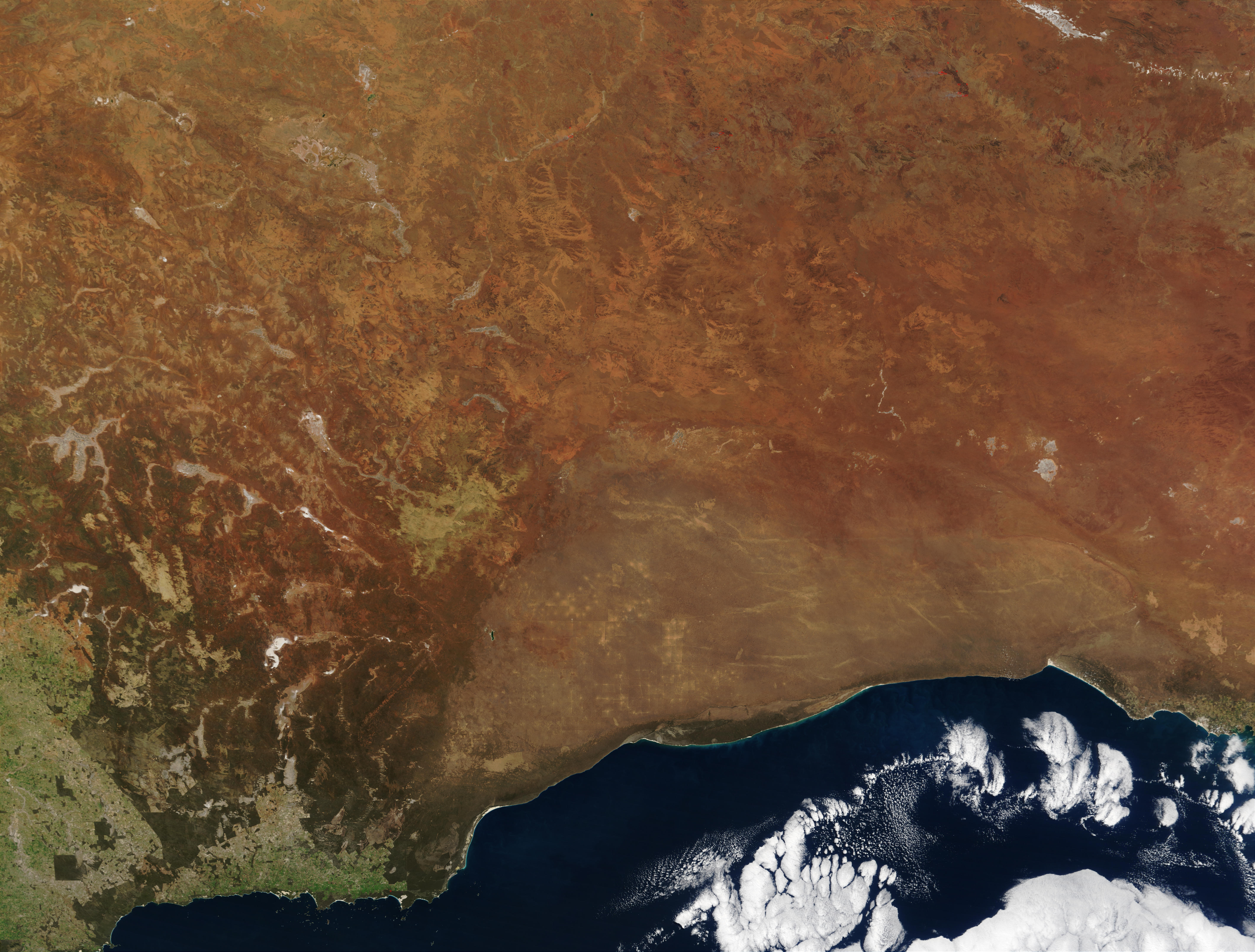
The Great Australian Bight south of the Nullarbor. Credit Jacques Descloitres, Visible Earth, NASA.

Great Australian Bight là một vịnh lớn nằm ở phía tây nam lục địa Úc.

## Phạm vi
Có 2 định nghĩa về phạm vi của vịnh  Great Australian Bight được xác định bởi tổ chức Thủy văn Quốc tế (IHO) và tổ chức thủy văn Australian (AHS).
Theo IHO xác định Great Australian Bight là có giới hạn sau:
Phía Bắc: Bờ biển Nam Úc.
Về phía nam: Từ Tây Cape Howe (35°08′N 117°37′Đ / 35,133°N 117,617°Đ) kéo dài đến Tây Nam Cape, Tasmania.
Về phía Đông: Từ Cape Otway, Úc tới Đảo Vua,Cape Grim, cực Tây Bắc của Tasmania.
Theo AHS xác định Great Australian Bight với một diện tích nhỏ hơn, từ Cape Pasley, Tây Úc đến Cape Carnot, Nam Úc. Khoảng cách khoảng 1.160 km(720 dặm).
Phần lớn vịnh nằm phía nam của đồng bằng Nullarbor, nằm giữa hai bang  South Australia  và Western Australia.Đường cao tốc Eyre (A1), huyết mạch giữa đông và tây của Australia chạy dọc theo bờ biển cách vỉa đá khoảng 1 km bên trong đất liền.
Great Australian Bight đôi khi được coi là một phần của Ấn Độ Dương, AHS coi vịnh Great Australian Bight là một phần của vùng biển phía Nam của  Ấn Độ Dương.  IHO không xác định một cách rõ ràng, nhưng coi vịnh Great Australian Bight là một phần của Nam Thái Bình Dương, eo biển Bass và biển Tasman.

## Lịch sử
Great Australian Bight lần đầu được phát hiện bởi nhà thám hiểm François Thijssen người Hà Lan năm 1627 khi ông đi dọc theo bờ biển phía tây.Vịnh đã được xác định chính xác trên bản đồ bởi nhà thám hiểm người Anh, Matthew Flinders năm 1802,trong hành trình đi quanh lục địa Úc.Sau đó quá trình khảo sát hoàn thành bởi Edward John Eyre.

## Đặc điểm tự nhiên

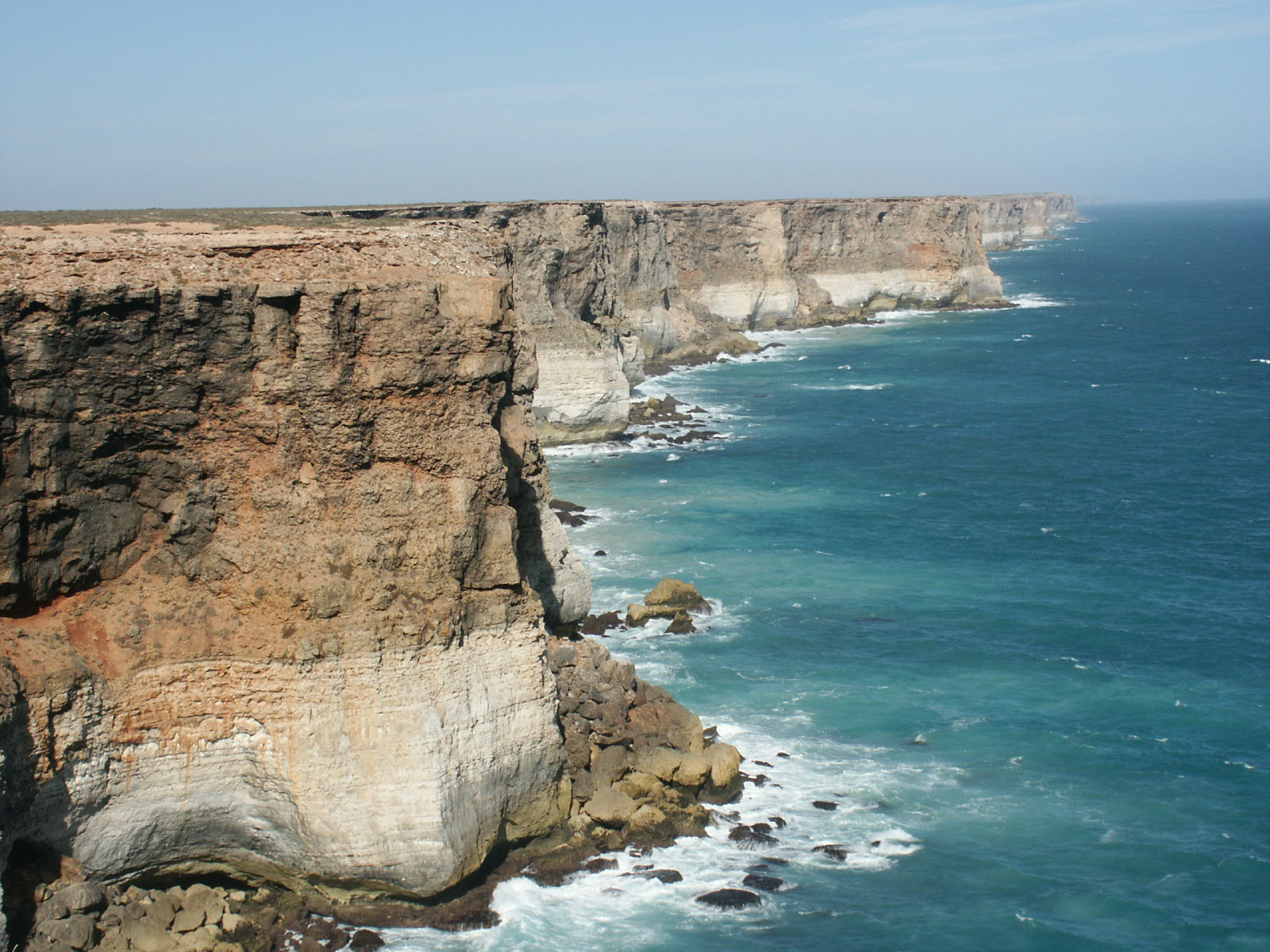
Great Australian Bight

Great Australian Bight là khu vịnh mở với dải đất trong bờ có bề mặt phẳng hướng mình ra đại dương mang tên Nullarbor Plain. Đây được xem là tảng đá vôi đơn lớn nhất thế giới phủ trên diện tích 270.000 km2 và trải dài khoảng 1.000 km từ Đông sang Tây.
Đường bờ biển của Great Australian Bight được đặc trưng bởi các vách đá (chiều cao lên đến 60 m). Vùng biển của Great Australian Bight mặc dù tương đối nông, không màu mỡ  nhưng thềm lục địa rất giàu sinh vật biển.

## Lien kết ngoài
- Great Australian Bight Marine Park- located in Commonwealth waters Lưu trữ ngày 22 tháng 8 năm 2006 tại Wayback Machine
- Great Australian Bight Marine Park - Eyre Peninsula- the South Australian portion of the park Lưu trữ ngày 2 tháng 7 năm 2007 tại Wayback Machine
- Great Australian Bight Trawl Fishery Lưu trữ ngày 4 tháng 1 năm 2012 tại Wayback Machine
- Wild Down Under Great Australian Bight
- aerial video of the Great Australian Bight